# Селець-Беньків
Сіле́ць-Бе́ньків — пасажирська зупинна залізнична платформа Львівської дирекції Львівської залізниці.
Розташована поблизу села Тартак Шептицького району, Львівської області на лінії Львів — Ківерці між станціями Сапіжанка (14 км) та Радехів (18 км).
Станом на квітень 2024 р. на платформі зупиняється лише приміський дизель-поїзд №6051/6052 "Стоянів — Львів — Стоянів".